# Antonio Franchi (pittore)
Antonio Franchi, soprannominato il Lucchese (Villa Basilica, 14 luglio 1638 – Firenze, 18 luglio 1709), è stato un pittore italiano.

## Biografia

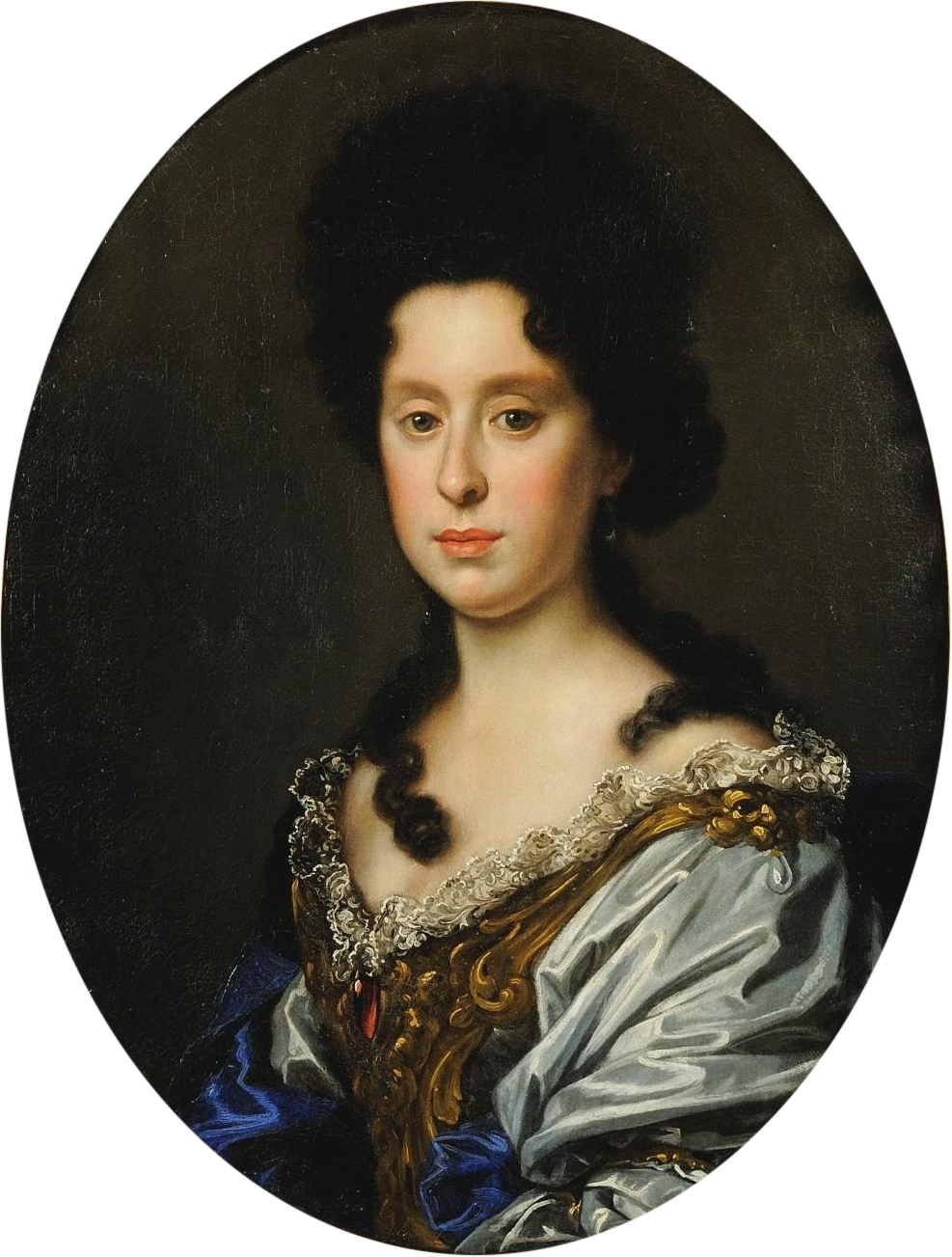
Ritratto di Anna Maria Luisa de' Medici, Palazzo Pitti, Firenze

Nato nel piccolo paese della Valleriana da Giovanni e da Lorenza Grassi, fu il padre ad avviarlo all'arte pittorica e il fratello maggiore sacerdote ad insegnargli la musica, portandolo con sé a Pescia tra 1649 e 1650. Successivamente si trasferì a Lucca, dove frequentò la bottega di Giovanni Domenico Ferrucci.
Nel 1655 si recò a Firenze, dove entrò nella bottega del Ficherelli. Tornato a Lucca, lavorò per il cardinale Girolamo Buonvisi, che servì per circa due anni come pittore. Negli anni successivi, si divise spesso tra Lucca e Firenze, trasferendosi definitivamente in quest'ultima città nel settembre del 1674, dove ottenne le committenze delle principali famiglie nobiliari. Divenne un eccellente copista e studioso di tecnica pittorica, che pubblicò in vari saggi.
Morì a Firenze, è sepolto nella chiesa di San Felice in Piazza. Agli Uffizi, è custodito un suo autoritratto, commissionato dal principe Ferdinando.
Il suo stile si sviluppò a partire dalla tipica tradizione pittorica toscana, propria di Vincenzo Dandini e Giacinto Gimignani, per poi evolversi in un classicismo di tipo emiliano e approdare al barocco romano.